# A. E. George
A.E. George (nascido Albert Edward George; 1869 — 1920) foi um ator britânico. Ele apareceu em três filmes mudos.

## Filmografia selecionada
- Henry VIII (1911)
- Brigadier Gerard (1915)
- The Vicar of Wakefield (1916)